# Локально конечное семейство подмножеств
В общей топологии локальная конечность является свойством семейства подмножеств топологического пространства. Это понятие является естественным обобщением понятия конечного семейства и играет ключевую роль при изучении паракомпактности и топологической размерности.  
Заметим, что термин локальная конечность в других областях математики имеет отличные значения.

## Определение
Семейство {\displaystyle S=\{A_{i};i\in I\}} подмножеств топологического пространства {\displaystyle X} называется локально конечным, если всякая точка {\displaystyle x\in X} обладает окрестностью {\displaystyle U},  пересекающейся с не более чем конечным числом элементов из этого семейства, то есть {\displaystyle U\cap A_{i}=\emptyset } для всех {\displaystyle i\in I}, кроме, быть может, конечного числа индексов. Если же любая точка {\displaystyle x\in X} обладает окрестностью {\displaystyle U},  пересекающейся не более чем с одним из элементов этого семейства, то семейство называется дискретным. 

Очевидно, что конечное семейство является локально конечным, тогда как локально конечное семейство может иметь любую мощность. 
Например, рассмотрим бесконечное семейство интервалов {\displaystyle (n,n+2)} на действительной прямой R (здесь {\displaystyle n} — произвольное целое число). Каждая точка {\displaystyle x\in } R имеет окрестность, которая пересекается не более чем с двумя интервалами семейства, то есть семейство является локально конечным. 
В общем случае, счётное семейство не обязано быть локально конечным: достаточно рассмотреть семейство интервалов {\displaystyle (-n,n)} на действительной прямой.

## Свойства
- Для локально конечного семейства {\displaystyle \{A_{i};i\in I\}} справедливо равенство: {\displaystyle {\overline {\cup _{i\in I}A_{i}}}=\cup _{i\in I}{\overline {A_{i}}}}

Как известно, это свойство выполняется для конечного семейства подмножеств, но в общем случае это не так. Можно только утверждать, что {\displaystyle \cup _{i\in I}{\overline {A_{i}}}\subseteq {\overline {\cup _{i\in I}A_{i}}}}. Как следствие первого свойства:
- Объединение локально конечного семейства замкнутых множеств замкнуто.

- Бесконечное семейство подмножеств компактного пространства не может быть локально конечным.